# كومفورت تايلر
كومفورت تايلر (بالإنجليزية: Comfort Tyler)‏ هو عسكري أمريكي، ولد في 22 فبراير 1764 في Ashford, Connecticut ‏ في الولايات المتحدة، وتوفي في 5 أغسطس 1827 في سيراكيوز في الولايات المتحدة.